# ジェリー・リン
ジェリー・リン（Jerry Lynn、1963年6月12日 - ）は、アメリカ合衆国の元プロレスラー。本名はジェレミー・リン（Jeremy Lynn）。WCW、ECW、WWF、WWE、TNAでの活動を経て、インディー団体で活動していた。

## 来歴

### キャリア初期、WCW（1988-1997）
リンは1988年からミネソタ州やミシガン州の様々なインディー団体で活動するようになり、プロレスリング・アメリカ（Pro Wrestling America / PWA）やテネシー州に拠点を置くスモキー・マウンテン・レスリング（Smoky Mountain Wrestling）に参戦していた。PWAが閉鎖されるとテキサス州ダラスに拠点を置くグローバル・レスリング・フェデレーション（Global Wrestling Federation）に参戦するようになり、GWFライトヘビー級王座を獲得したり、2年間ライトニング・キッドと抗争をしたりしている。
1990年にユニバーサルプロレスに初来日。
1993年12月10日にみちのくプロレスに、1試合のみの出場でサブゥーと対戦。
1995年8月にもゴルゴダ・クロスというマスクマンとして、みちのくプロレスに来日。覆面ワールドリーグ戦にするも、最下位となりマスクを脱いだ。
1995年にはWCWにマスクマンのミスター・JL（Mr. J.L.）として登場。ハイフライヤーとしてクルーザー戦線に参戦し、クリス・ベノワ、ディーン・マレンコ、エディ・ゲレロ、サブゥー、クリス・ジェリコ、アレックス・ライトらと対戦した。12月にナイトロの放映される予定だったディーン・マレンコとの試合で腕を負傷している。サタデー・ナイトにも出演するようになり、特にレックス・ルガーと対戦している。
1996年5月には新日本プロレスのベスト・オブ・ザ・スーパージュニアにエントリー。
1997年のClash of the Champions XXXVでコナン、ラ・パルカと組んでクリス・ジェリコ、スペル・カロ、チャボ・ゲレロ・ジュニアと対戦している最中に負傷、負傷が原因でエリック・ビショフに解雇されている。

### ECW、WWF/E（1997-2002）
WCW解雇後はECWに参加し、ジャスティン・クレディブルと抗争を開始しており、Heatwave '98でクレディブルに負けて抗争は終了した。クレディブルの抗争が終了するとランス・ストームとマイキー・ウィップレックとの抗争を開始するが、すぐにウィップレックがWCWへ移籍したために抗争は終了している。ストームとの抗争が終わるとLiving Dangerously 1999でECW世界テレビジョン王座保持者のロブ・ヴァン・ダム（RVD）と対戦し、ファイブスター・フロッグ・スプラッシュでピンフォール負けしている。それからはRVDのニックネームの"The Whole F'N Show"を真似した"The New F'N Show"を名乗るようになり、ECW世界テレビジョン王座に狙いを定めるようになる。何度もRVDの持つテレビジョン王座に挑戦する機会を与えられるが獲得には至らず、リンも足首を負傷して離脱してしまう。5月に復帰するとHardcore Heaven 1999で再びRVDのタイトルへ挑戦する機会が与えられるが獲得できずにいた。
2000年10月のAnarchy Rulzでジャスティン・クレディブルのもつECW世界ヘビー級王座に挑戦し獲得している。スティーブ・コリノを相手に1度は防衛するが翌月のリマッチでコリノにタイトルを奪われている。2001年1月のECW最後となったPPVではタッグ・マッチ後にメインでRVDと対戦しているがヴァン・ターミネーターで敗れている。2001年4月にECWが破産を迎えるとWWFに雇われている。4月後半のサンデー・ナイト・ヒートでクラッシュ・ホーリーの持つWWFライトヘビー級王座を挑戦するという破格の待遇でデビュー、獲得にまで至っている。6月にジェフ・ハーディーにタイトルを奪われるとRVDとの抗争を開始し、リリースされる2002年2月まで抗争を続けていた。その後短い間ワールド・レスリング・オールスターズ（World Wrestling All-Stars）に参戦しクルーザー級王座を獲得している。

### TNA（2002-2007）
WWEから解雇されたまもない2002年6月にTNAと契約、6人タッグに参加している。契約後にはTNA Xディヴィジョン王座を2回獲得、A.J.スタイルズとアメイジング・レッドとタッグを変えてNWA世界タッグチーム王座を獲得している。
2003年12月にはプロレスリングZERO-ONEに来日、NWA軍としてZERO-ONE常連のスティーブ・コリノとタッグを組んだ。
その後はA.J.スタイルズやドン・キャリス、Xディヴィジョン戦線のレスラーと抗争を開始するが2004年2月にフベントゥ・ゲレーラとの試合中にフービー・ドライバーを食らった際に肩、特に回旋筋腱板を重度に負傷したためロード・エージェントに転向、マッチ・メイカーや若手のコーチを担当していた。2005年6月のシェーン・ダグラス主宰のECWレスラーを中心に行われたHardcore Homecoming An Extreme Reunionで復帰、ジャスティン・クレディブルと対戦している。7月のTNAのPPVであるNo Surrenderでは、スタイルズとショーン・ウォルトマンの対戦でレフェリーとして登場。8月のSacrificeでは、ウォルトマンと対戦している。PPVの翌週に肩の怪我を再発し、離脱している。（これはストーリーライン上、ウォルトマンとリンの抗争を再発するためのアングルといわれている。）
2006年1月になるとロード・エージェントとしてテレビに映るようになり、PPVのFinal Resolutionでは第1試合を観戦していた。2006年の残りはちょくちょくテレビに映るようになり、デトロイトで初めて行われたハウス・ショーではボビー・ルードと対戦している。2007年に入るとリンはレギュラーメンバーとしてリングに戻り、Final ResolutionではXディヴィジョン王座保持者のクリストファー・ダニエルズ、クリス・セイビンの試合に加わっているがセイビンにピンフォールを奪われている。PPV後はXディヴィジョン王座をめぐってセイビンと抗争を開始し、王座へ挑戦するためにラダー・マッチ形式のナンバー・ワン・コンテンダーに参加して勝利、3月のDestination Xでタイトルを賭け3本勝負に挑むも2-1で敗北している。試合後に謎のマスクマンに襲われ、セイビンは旋回してからの開脚式ダブルアーム・フェイスバスター、リンはタイトルのベルトで殴打されてしまい、4月のLockdownではマスクマンの正体とケージ・マッチで対戦するが負けている。5月のSacrificeではアレックス・シェリー、センシ、4代目タイガーマスクの4wayマッチに参加している。6月の Slammiversaryでは元NFL選手のフランク・ワイチェックと組みジェームス・ストーム、ロン・キリングスと対戦、7月のVictory Roadでは元WWFヘビー級王座のボブ・バックランドと組みモーター・シティ・マシンガンズと対戦している。試合はMCMGのコーナーについていたケビン・ナッシュにノック・アウトされ、セイビンからフォール負けしている。8月にTNAにリリースを要求、リリースされている。

### インディー（2007-2008）
2007年6月にテキサス州オースティンに拠点を置くアナーキー・チャンピオンシップ・レスリング（Anarchy Championship Wrestling）に、ACWのリングではスコット・サマーズを破りACWヘビー級王座を獲得し、2008年1月まで防衛し続けている。2007年11月にはイースト・コースト・レスリング・アソシエーション（East Coast Wrestling Association）のスーパー・エイト・トーナメントに出場し、決勝でサンジェイ・ダットを破り優勝している。その後もACWでは活動を続け、11月にはスコット・サマーズとACWタッグチーム王座を獲得し、2010年1月まで防衛し続けている。2011年8月にACWへ復帰、2012年から活動を再開するがすぐに年度末に引退をすると宣言、引退ツアーのゴッファーザー・オブ・アナーキー（Godfather of Anarchy）を行っている。
2008年1月にアマリロのインディー団体、ウェスト・テキサス・レスリング・アソシエーション（West-Texas Wrestling Association）の2周年記念でカオス"ザ・ロック・スーパースター"と対戦するはずだったが、怪我の影響で負傷したため、ローカル・スターのマーク・ウィルソンと対戦している。リンはWWAへ復帰するとアマリロのローカル・レスラーやジャスティン・クレディブル、レイヴェンとも対戦している。2月には別団体でショーン・シュルツからUWAヘビー級王座を獲得している。3月にプロレスリング・シンジケート（Pro Wrestling Syndicate）のニューヨークで行われたマジェスティック・トゥエルヴ・トーナメントにケニー・オメガと組んで出場しているが、初戦でトニー・スエードとケビン・マシューズに敗れている。4月にはインディー・レスリング・カルテル（International Wrestling Cartel）で行われたSuper Indy VII Tournamentに出場してジェイソン・ゴリー、ジーマ・アイオン、デイビー・リチャーズを破り優勝、同時にIWCスーパー・インディー王座を授与されるはずだったが拒否し、次の興行でチャンピオンのラリー・スウィーニーに挑戦すると宣言した。5月の興行でスウィーニーを破りタイトルを獲得したが9月にジョニー・ガルガノにタイトルを奪われている。

### ROH、2度目のTNA（2008-2011）
リンはフルタイム・ロスターのメンバーになろうと何度もROHに訪れ、時には当時のROH世界王座の保持者であるナイジェル・マッギネスとも対戦している。リンはROHの姉妹団体でもあるフル・インパクト・プロ（Full Impact Pro）に参戦し、オースチン・エイリース、ロデリック・ストロングの3wayマッチやエイリースとのシングルマッチをしている。9月のPPVではクリス・ヒーローと対戦し、翌日のECWアリーナで行われたGlory By Honor VIIではケニー・キングと対戦して勝利している。PPV後にROHからフルタイム・ロスターとして認められた。まもなくしてROHのテレビショーにも参加するようになり、デリリアスに勝利している。09年4月のSupercard of Honor IVでマッギネスの持つROH世界ヘビー級王座に挑戦、勝利して初めてROHのタイトルを獲得している。6月のManhattan Mayhem IIIのメインでROH王座を賭けてタイラー・ブラック、オースチン・エイリースと対戦するも、エイリースにタイトルを奪われてしまっている。それからはデリリアスとタッグを組み、エイリース、ケニー・キング、レット・タイタスと抗争をしていた。
2010年8月上旬にTNAに復帰、PPVのHardcore Justiceのメインにも現れている。2011年6月に再び復帰、7月のPPVであるDestination XでRVDと対戦すると宣言。7月7日にAJスタイルズ、クリストファー・ダニエルズ、RVDの4wayマッチに参加するがRVDからピンオールを奪われている。PPVではRVDとシングルマッチをするが負けている。8月のHardcore JusticeのクリムゾンとRVDの試合に乱入している。9月に一時的にRVDと行動するが裏切り、ヒール・ターンする。10月のBound for Gloryでフル・メタル・メイヘムでRVDと対戦し再び負けている。

### 引退へ（2012-2013）
2012年3月に年度末に引退すると宣言。2012年9月にチカラに参戦、2・コールド・スコーピオ、トミー・ドリーマーとのタッグ、エクストリーム・トリオ（The Extreme Trio）で出場するが、1-2-3キッド、アルド・モントーヤ、タタンカのチーム・WWFに勝利するものの、マイケル・ベネット、マット・ジャクソン、ニック・ジャクソンのチーム・ROHに敗れている。11月にはテキサス州ベッドフォードに拠点を置くMPXで4wayマッチに勝ちMPX王座を獲得したが引退を考えてすぐに返上、その後キャリア初期を過ごしたダラス・フォート・ウォースエリアに行っている。12月にROHのPPVであるFinal Battleにスポット参戦し、ROHでの引退試合をマイケル・ベネットを相手に行った。
2013年2月にプロレスリング・シンジゲートで行われた「Thank You, Jerry」のメイン・イベントで、ランス・ストームに勝利。2013年1月に引退ツアーの一環としてTNAにスポット参戦、One Night Only: X-Travaganza specialでRVDとの最後の試合をしている。
2013年3月23日に引退試合とデビュー25周年を兼ねた興行をデイブ・サビックとヘビー・オン・レスリング（Heavy On Wrestling）の協力の元で開催し、ホレス・ザ・サイコパス、JBトラスク、ショーン・ウォルトマンとの4wayマッチに出場し、キャリア最後の試合を勝利で飾った。試合後にロッカールームにいた選手がリンの勝利とキャリアを祝うために現れ、彼にトロフィーをプレゼントしている。
2019年よりオール・エリート・レスリングでコーチを務めている。

## 得意技
クレイドル・パイルドライバー
WWF時代を除いてのキャリア通してのフィニッシャー。相手の股下を両手でクラッチするパイルドライバー、ゴッチ式パイルドライバーと同型。
トルネードDDT
WWFに所属していた頃のフィニッシャー。
TKO
ファイヤーマンズキャリーからのダイヤモンド・カッター
- 垂直落下式ブレーンバスター
- ジャーマン・スープレックス
- クロス・アームバー
- ダイビング・クロス・ボディ
- ゴリー・スペシャル
- ラリアット
- ムーンサルトプレス
- 垂直落下式リバース・スープレックス
- 相手の脚をロープに絡めたギロチン・レッグドロップ
- ランニング式シットダウン・パワーボム
- スパイクDDT
- 前方回転エビ固め式シットダウン・パワーボム
- カウンター式でのバックブリーカー
- コルバタ

## 獲得タイトル
AAW（All American Wrestling）
- AAWヘビー級王座 :1回

ACW（Anarchy Championship Wrestling）
- ACW-IWAテキサス・ヘビー級王座 :8回
- ACW-IWAテキサス・タッグチーム王座 :19回（w / スコット・サマーズ）

CWA（Continental Wrestling Association）
- CWAヘビー級王座 :6回

Extreme Championship Wrestling
- ECW世界ヘビー級王座 :1回

GCW（Gateway Championship Wrestling）
- GCWヘビー級王座 :5回

GWF（Global Wrestling Federation）
- GWFライト・ヘビー級王座 :1回

HWA（Hardcore Wrestling Association）
- HWA世界ヘビー級王座 :4回
- HWA王座 :2回

IWA East Coast（Independent Wrestling Association East Coast）
- IWA East Coastヘビー級王座 :5回

IWA Mid-South（Independent Wrestling Association Mid-South）
- IWA Mid-Southヘビー級王座 :1回

IWC（International Wrestling Cartel）
- IWCスーパー・インディ王座 :5回

MPX（Metroplex Wrestling）
- MPX王座 :1回

NEPW（New Era Pro Wrestling）
- NEPWトリプル・クラウン王座 :1回

NWS（New Wrestling Society）
- NWS世界王座 :3回

NYWC（New York Wrestling Connection）
- NYWCヘビー級王座 :1回
- NYWC Interstate Championship :1回

PH&W（Primos Hardcore & Wrestling）
- PH&Wタッグチーム王座 :1回（w / グリーミー・ジャム）

PWA（Pro Wrestling America）
- PWAヘビー級王座 :5回
- PWAライト・ヘビー級王座 :3回
- PWAタッグチーム王座 :1回（w / ライトニング・キット）

Ring of Honor
- ROH世界王座 :1回

SAW（Showtime Allstar Wrestling）
- SAWインターナショナル王座 :1回

SPW（Suncoast Pro Wrestling）
- SPWタッグチーム王座 :1回（w / ブラディ・ブーン）

Total Nonstop Action Wrestling
- NWA世界タッグチーム王座 :2回（w / A.J.スタイルズ、アメージング・レッド）
- TNA Xディヴィジョン王座 :2回

UWA（United Wrestling Association）
- UWAヘビー級王座 :1回

USWO（United States Wrestling Organization）
- USWOテレビジョン王座 :1回

WWA（West-Texas Wrestling Association / Amarillo Elite Wrestling）
- WWA王座 :1回（最後の王者）
- AEWマスキュラー王座 :1回
- AEWプレミア世界王座 :1回（最後の王者）

WWA（World Wrestling All-Stars）
- WWAインターナショナル・クルーザー級王座 :1回

WWF（World Wrestling Federation）
- WWFライト・ヘビー級王座 :1回

その他
- ハードコア殿堂：2010年